# دانشگاه فنی طفیله
دانشگاه فنی طَفیله یکی از دانشگاه‌های دولتی کشور اردن است. این دانشگاه نهمین دانشگاهی بود که در اردن بنیاد شد. تاریخ بنیاد آن سال ۲۰۰۵ میلادی بود. این دانشگاه بیشتر رشته‌های مهندسی را دارا است.